# Vlag van Maasbree

Vlag van de gemeente Maasbree
(1962-2010)

De vlag van Maasbree is op 5 oktober 1962 vastgesteld als de gemeentelijke vlag van de voormalige Limburgse gemeente Maasbree. Sinds 1 januari 2010 is de vlag niet langer als gemeentevlag in gebruik omdat Maasbree opging in de nieuw gevormde gemeente Peel en Maas. De vlag kan als volgt worden beschreven:
Boven een gele baan ter hoogte van 1/3 van de vlaghoogte; onder op de broekhelft blauw, op de vluchthelft rood.
De kleuren zijn ontleend aan de velden van het gemeentewapen. Geel staat voor het dorp Maasbree zelf, blauw voor Blerick en rood voor Baarlo. De indeling van de vlakken is gelijk aan die in het wapen.

## Verwante afbeeldingen

Het wapen van Maasbree

Ambt Montfort 
· Amby 
· Arcen en Velden 
· Baexem 
· Beegden 
· Belfeld 
· Bemelen 
· Berg en Terblijt 
· Bocholtz 
· Born 
· Broekhuizen 
· Cadier en Keer 
· Echt 
· Eijsden 
· Elsloo 
· Eygelshoven 
· Geleen 
· Grathem 
· Grubbenvorst 
· Haelen 
· Heel 
· Heel en Panheel 
· Heer 
· Helden 
· Herten
· Heythuysen 
· Hoensbroek 
· Horn 
· Horst 
· Hulsberg 
· Hunsel 
· Kessel 
· Klimmen 
· Limbricht 
· Linne 
· Maasbracht 
· Maasbree 
· Margraten 
· Meerlo-Wanssum 
· Meijel 
· Melick en Herkenbosch 
· Montfort 
· Munstergeleen 
· Neer 
· Nieuwenhagen 
· Nieuwstadt 
· Nuth 
· Ohé en Laak 
· Onderbanken 
· Ottersum 
· Posterholt 
· Roggel 
· Roggel en Neer 
· Schaesberg 
· Schinnen 
· Sevenum 
· Sint Odiliënberg 
· Sittard 
· Stevensweert 
· Stramproy 
· Susteren 
· Swalmen 
· Tegelen 
· Thorn 
· Ubach over Worms 
· Ulestraten 
· Urmond 
· Valkenburg-Houthem 
· Vlodrop 
· Wessem 
· Wittem